# Democracia militar
Una democracia militar es una sociedad basada en la guerra que practica la democracia. La categoría se aplica a menudo a pueblos históricos. Un ejemplo es la caracterización de Friedrich Engels:

El comandante militar, el consejo y la asamblea popular formaban los órganos de la democracia militar, militar porque la guerra y la organización de la guerra eran ahora funciones regulares de la vida del pueblo. La riqueza de sus vecinos excitaba la codicia de los pueblos, que empezaron a considerar la adquisición de riqueza como uno de los principales objetivos de la vida. Eran bárbaros: el saqueo les parecía más fácil e incluso más honorable que el trabajo productivo, antes realizado simplemente para vengar una agresión o como un medio para ampliar el territorio que tenían. se volvió inadecuada, ahora se hacía sólo por el saqueo y se convirtió en una profesión regular.

Según Engels, la época heroica griega fue un ejemplo típico de democracia militar.  Lewis Henry Morgan habló de dos características: «el estado militar de la sociedad, y el sistema de administración consistente en un jefe supremo electivo y revocable, un consejo de ancianos y una asamblea popular».